# Hrvatske narodne nošnje
Hrvatske narodne nošnje predstavljaju dio kulturne baštine hrvatskog naroda s neobično širokim rasponom različitih nošnji. Narodne nošnje i folklor su neodvojivo povezani s načinom života te reflektiraju društvene i kulturne posebnosti pojedinih zemljopisnih područja i podneblja gdje žive Hrvati.
Izraz su likovnog shvaćanja i odražavaju razne povijesne utjecaje.
Hrvatske narodne nošnje vrlo su raznolike i bogato izrađene. Do polovice 19. stoljeća nosilo ih je uglavnom stanovništvo u seoskim sredinama. Po načinu odijevanja prepoznavalo se odakle osoba dolazi.
Hrvatske narodne nošnje mogu se grubo podijeliti na nošnje jadranske, panonske i dinarske Hrvatske. 

## Galerija
- Mirlovačka nošnja, jedna je od inačica nošnje dinarskog područja
- Miljevačka nošnja
- Narodna nošnja iz Hrvatskog zagorja
- iz Samobora
- između Medvednice i Samobora
- Podravina
- Olib
- Čilipi
- Mošćenice
- Voćin
- Baranja
- Pag
- Stupnik, Remetinec, Brezovica, Lomnica
- Ćilipi, Popovići, Komaji
- Hrvatska Posavina i Moslavina
- Hrvatsko zagorje
- Križevački kraj
- Međimurje
- Poculica - čipkasta kapa iz Međimurja
- Žene u hrvatskim narodnim nošnjama

## Vanjske poveznice
|  | Zajednički poslužitelj ima još gradiva o temi Hrvatske narodne nošnje |

- Fotografije  Arhivirana inačica izvorne stranice od 5. ožujka 2016. (Wayback Machine)